# Сринагар (округ)
Срина́га́р (англ. Srinagar) — округ в индийской союзной территории Джамму и Кашмир, в регионе Кашмир. Административный центр — город Шринагар. Площадь округа — 294 км². По данным всеиндийской переписи 2011 года население округа составляло 1 250 173 человек. Уровень грамотности взрослого населения составлял 71,2 %.

## Административное деление
2 техсила:
- Шринагарский южный техсил
- Шринагарский северный техсил

Всего один блок: Шринагар. В блоке несколько панчаятов.

## Политика
8 окружных собраний: Hазратбал, Задибал, Иддгах, Кханьяр, Хаббакадал, Амиракадал, Сонвар и Батмалу.

## Культовые сооружения
- Хазратбал
- Шринагарская соборная мечеть, одна из старейших мечетей Кашмира
- Шах-ай-Хамадан
- Кхир Бхавани
- Хари Парбат
- Зеста
- Шиваитский храм Шанкарачарья, 200 год до н. э., старейший из известных в Кашмире

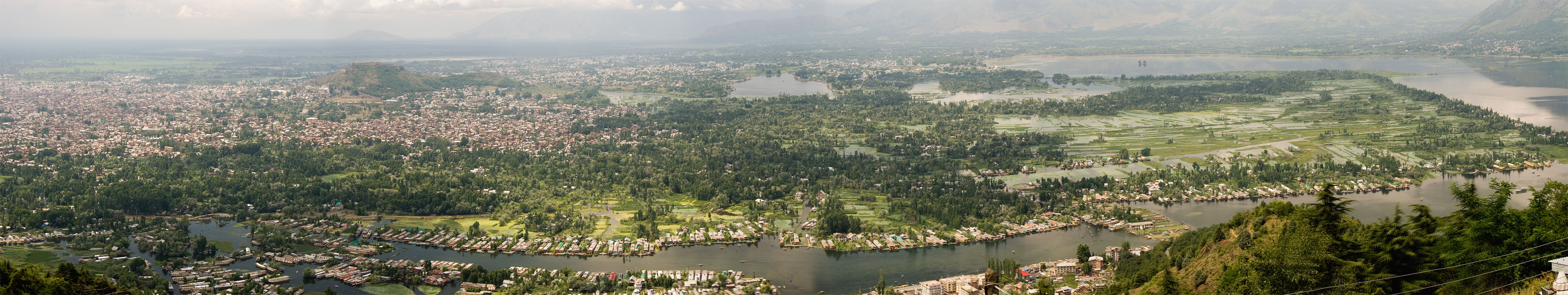
Панорама Шринагара